# Midlands Ocidentais (região)
Midlands Ocidentais ou Midlands do Oeste (em inglês: West Midlands), é uma das nove regiões oficiais da Inglaterra do primeiro nível das NUTS do Reino Unido para fins estatísticos do Eurostat. Esta região cobre a metade oeste zona tradicionalmente conhecida como Midlands. Contém a segunda a segunda cidade mais povoada, Birmingham, e a grande Conurbação de Midlands Ocidentais, a qual inclui a cidade de Wolverhampton e grandes cidades como Dudley, Solihull, Walsall e West Bromwich. A cidade de Coventry também está localizada dentro do condado de Midlands Ocidentais, mas está separada da conurbação a oeste por vários quilómetros de um cinturão verde.
A região apresenta uma grande diversidade geográfica, desde as áreas urbanas centrais da conurbação, aos condados ocidentais rurais de Shropshire e Herefordshire, os quais fazem fronteira com o País de Gales. O rio mais longo no Reino Unido, o rio Severn, atravessa as regiões a sudeste, como as cidades-condado de Shrewsbury e Worcester, e o Desfiladeiro de Ironbridge, um local considerado como Património Mundial por ser o local de origem da Revolução Industrial. Staffordshire alberga a conurbação industrializada de Staffordshire Potteries, incluindo a cidade de Stoke-on-Trent, e a área de Staffordshire Moorlands, que faz fronteira com Parque Nacional de Peak District a sudeste, perto de Leek. As Midlands também incluem cinco áreas de grande beleza como o Vale de Wye, as colinas de Shropshire, Cannock Chase, colinas de Malvern e partes de Cotswolds. Warwickshire é a casa da cidade de Stratford upon Avon, local de nascimento do escritor William Shakespeare. As Midlands Ocidentais e a Grande Londres, são as únicas regiões de Inglaterra e do Reino Unido que são consideradas não têm ligação ao mar

## Administração local
As regiões oficiais consistem das seguintes subdivisões:
| Mapa                     | Condado cerimonial       | Condado shire / unitário | Distritos |
| ------------------------ | ------------------------ | --- | --------- |
|                          | 1. Herefordshire U.A.    | |           |
| Shropshire               | 2. Shropshire U.A.       | 2. Shropshire U.A. |           |
| Shropshire               | 3. Telford e Wrekin U.A. | |           |
| Staffordshire            | 4. Staffordshire †       | a) Cannock Chase, b) East Staffordshire, c) Lichfield, d) Newcastle-under-Lyme, e) South Staffordshire, f) Stafford, g) Staffordshire Moorlands, h) Tamworth |           |
| Staffordshire            | 5. Stoke-on-Trent U.A.   | |           |
| 6. Warwickshire †        | 6. Warwickshire †        | a) North Warwickshire, b) Nuneaton and Bedworth, c) Rugby, d) Stratford-on-Avon, e) Warwick                                                                  |           |
| 7. Midlands Ocidentais * | 7. Midlands Ocidentais * | a) Birmingham, b) Coventry, c) Dudley, d) Sandwell, e) Solihull, f) Walsall, g) Wolverhampton                                                                |           |
| 8. Worcestershire †      | 8. Worcestershire †      | a) Bromsgrove, b) Malvern Hills, c) Redditch, d) Worcester, e) Wychavon, f) Wyre Forest                                                                      |           |

Key: †condado shire  |  *condado metropolitano